# Gunilla Gerland
Pour les articles homonymes, voir Gerland (homonymie).
Gunilla Gerland, née à Stockholm le 13 juillet 1963, est une femme de lettres suédoise, surtout connue pour son autobiographie publiée en 1996, Une personne à part entière (En Riktig Människa). Elle exerce le métier de conseillère en éducation, dans la région de Stockholm.
Elle milite longuement contre l'influence de la psychanalyse dans le domaine de l'autisme.

## Biographie
Elle naît le 13 juillet 1963 à Stockholm. Son père déserte le foyer familial, et sa mère tombe dans l'alcoolisme. Dans son autobiographie publiée en 1996, Une personne à part entière (titre original suédois : En Riktig Människa), elle décrit son enfance avec un autisme à haut niveau de fonctionnement dans un environnement hostile,,.
Diagnostiquée autiste à 29 ans, elle travaille à expliciter l'autisme d'un point de vue interne, et à exprimer ses idées. Elle s'exprime par l'écriture, mais aussi lors de présentations orales. Elle exerce le métier de conseillère en éducation dans la région de Stockholm.

## Point de vue sur l'autisme
Elle affirme que les théories de la relation d'objet ne sont pas pertinentes pour expliciter le vécu intérieur des personnes autistes.
Le cœur de son point de vue repose sur l'idée que l'autisme est un mode de développement différent, parallèle, sur une base généralement génétique, et parfois physique, et que les troubles d'interaction ne sont pas des causes, mais des effets.
Partant de là, elle explique qu'une erreur commune est d'essayer d'appliquer des modes thérapeutiques prévus pour ramener au mode de développement classique. L'erreur du thérapeute étant de refuser d'accepter cette différence, au profit d'une « amputation » (c'est la métaphore qu'elle utilise) de son patient pour arriver à le faire entrer dans le cadre établi de la norme.
« Il est également important de reconnaître que ce n'est pas et ne doit pas être l'autisme même qui est traité par le counseling (assistance socio-psychologique), mais les syndromes secondaires ou le fait de vivre avec l'autisme. Cela peut être comparé au soutien des personnes sourdes ou aveugles ; vous ne pouvez vous attendre à ce qu'elles entendent ou voient mieux des suites de leur traitement, mais devez veiller à ce qu'elles puissent faire face à l'existence, une existence qui intègre un handicap présent à vie. »

## Engagement contre la psychanalyse
En 1998 Gunilla Gerland publie un manifeste demandant l'abandon des théories psychanalytiques en matière d'autisme, dans lequel elle écrit (d'après la traduction de Brigitte Chamak) que « nombre d'entre nous qui sont autistes de haut niveau ont été analysés en vertu du modèle psychodynamique/psychanalytique, souvent par des thérapeutes bien intentionnés, mais la plupart d'entre nous n'en a retiré aucune aide, beaucoup se sont sentis dégradés, et certains en ont été blessés »,. Elle déclare notamment que « certains d'entre vous décident de ne pas ôter leurs « lunettes psychodynamiques » parce qu'elles sont collées à leur nez. C'est à cet instant précis que j'ai le sentiment que vous niez notre réalité, que vous nous ignorez, que nous ne sommes autorisés à exister que si nous sommes conformes à votre théorie ».
Elle publie l'année suivante une lettre ouverte aux rédacteurs scientifiques de la revue Autism, pour s'opposer à leur recension d'un ouvrage en hommage à Frances Tustin, expliquant que les théories présentées par Tustin ne décrivent pas correctement le fonctionnement interne des personnes autistes.

## Autobiographie
- (sv)En riktig människa, Stockholm,  éd. Cura 1996 (OCLC 476818412)
- traductions :
  - (en)A Real Person: Life on the Outside, 2003  (ISBN 978-0285636620)
  - Une personne à part entière, 2005  (ISBN 978-2951746435)